# Майкл Чирінос
Майкл Ентоні Чирінос Кортес (ісп. Michaell Anthony Chirinos Cortez, нар. 17 червня 1995, Тегусігальпа, Гондурас) — гондураський футболіст, півзахисник клубу «Олімпія» та національної збірної Гондурасу.

## Клубна кар'єра
У дорослому футболі дебютував 2014 року виступами за команду клубу «Олімпія», кольори якої захищає й донині.

## Виступи за збірну
2017 року дебютував в офіційних матчах у складі національної збірної Гондурасу.
У складі збірної був учасником розіграшу Золотого кубка КОНКАКАФ 2017 року у США.

## Титули і досягнення
- Переможець Центральноамериканського кубка: 2017
- Чемпіон Ліги КОНКАКАФ: 2017[1]